# Магнитный момент
Магни́тный моме́нт, магни́тный дипо́льный моме́нт — основная физическая величина, характеризующая магнитные свойства вещества, то есть способность создавать и воспринимать магнитное поле. Вычисляется в системе СИ как {\displaystyle \,{\vec {m}}={1 \over 2}\int [{\vec {r}},{\vec {j}}]dV,}
где {\displaystyle {\vec {j}}} — плотность тока в элементе объёма {\displaystyle dV}, а {\displaystyle {\vec {r}}} — радиус-вектор этого элемента объёма. В системе СГС дополнительно производится деление на скорость света {\displaystyle c}.
Магнитный момент измеряется в А⋅м2, или в Вб·м, или Дж/Тл (СИ), либо эрг/Гс (СГС), 1 эрг/Гс = 10−3 Дж/Тл. Специфическими единицами элементарного магнитного момента являются магнетон Бора и ядерный магнетон.

## Объекты, обладающие магнитным моментом
Магнитными свойствами обладают элементарные частицы, атомные ядра, электронные оболочки атомов и молекул. Как показала квантовая механика, магнитный момент электронов, протонов, нейтронов и других частиц обусловлен наличием у них собственного момента импульса — спина. Он обычно представляется как вращение частицы вокруг своей оси, однако это сугубо модельная картина, служащая лишь для демонстрации аналогии с явлениями макромира.
Среда, состоящая из частиц (например, молекул), индивидуальные магнитные моменты которых ориентированы не хаотично, будет обладать магнитным моментом и характеризоваться намагниченностью.
Источником магнетизма, согласно классической теории электромагнитных явлений, являются электрические макро- и микротоки; элементарным источником магнетизма считают замкнутый ток.

## Формулы для вычисления магнитного момента
Все приводимые в этом разделе формулы для {\displaystyle {\vec {m}}} записываются в системе СИ, для перевода в СГС необходимо домножить правую часть на {\displaystyle c^{-1}}.
В случае плоского контура с электрическим током магнитный момент вычисляется как
{\displaystyle {\vec {m}}=IS{\vec {n}},}
где {\displaystyle I} — сила тока в контуре, {\displaystyle S} — площадь контура,
{\displaystyle {\vec {n}}} — единичный вектор нормали к плоскости контура. Направление магнитного момента обычно находится по правилу буравчика: если вращать ручку буравчика в направлении тока, то направление магнитного момента будет совпадать с направлением поступательного движения буравчика.
Для произвольного замкнутого контура магнитный момент равен
{\displaystyle {\vec {m}}={I \over 2}\oint [{\vec {r}},d{\vec {l}}]},
где {\displaystyle {\vec {r}}} — радиус-вектор, проведённый из начала координат до элемента длины контура {\displaystyle d{\vec {l}}}.
В общем случае произвольного распределения токов в среде:
{\displaystyle {\vec {m}}={1 \over 2}\int \limits _{V}[{\vec {r}},{\vec {j}}]dV},
где {\displaystyle {\vec {j}}} — плотность тока в элементе объёма {\displaystyle dV}.

## Магнитный момент во внешнем поле
Потенциальная энергия магнитного диполя в магнитном поле:
{\displaystyle U=-{\vec {m}}\cdot {\vec {B}}}.
Минимизации энергии отвечает сонаправленность момента и поля. Поэтому, скажем, рамка с током «стремится» расположиться в плоскости, ортогональной к {\displaystyle {\vec {B}}}, и так, чтобы оказалось {\displaystyle {\vec {m}}\uparrow \uparrow {\vec {B}}} (не {\displaystyle {\vec {m}}\uparrow \downarrow {\vec {B}}}).
Момент силы, действующий со стороны магнитного поля на магнитный диполь (виток с током, катушку или постоянный магнит):
{\displaystyle {\vec {\tau }}={\vec {m}}\times {\vec {B}}}.
Эти выражения аналогичны соответствующим выражениям для электрического дипольного момента во внешнем электрическом поле.

## Создание магнитного поля самим моментом
Магнитный момент {\displaystyle {\vec {m}}} создаёт в точке, задаваемой радиус-вектором {\displaystyle {\vec {R}}}, магнитное поле
{\displaystyle {\vec {B}}({\vec {R}})\,=\,{\frac {\mu _{0}}{4\pi }}\,{\frac {3{\vec {R}}({\vec {m}}\cdot {\vec {R}})-{\vec {m}}R^{2}}{R^{5}}}}.
Предполагается, что начало координат произвольно выбрано в области токов, формирующих магнитный момент, а расстояние {\displaystyle R} до точки, где ищется поле, достаточно велико по сравнению с размерами данной области. Через {\displaystyle \mu _{0}} обозначена магнитная постоянная. В системе СГС множитель {\displaystyle \mu _{0}/4\pi } убирается.
Приведённое выражение также имеет аналог для электрического поля, создаваемого электрическим дипольным моментом на большом расстоянии от него.